# Barthold Georg Niebuhr
Barthold Georg Niebuhr (Koppenhága, Dánia, 1776. augusztus 27. – Bonn, 1831. január 2.) német történész, közgazdász, diplomata. A Porosz Királyság szolgálatában végzett diplomáciai tevékenysége mellett a forráskritikai módszert alkalmazó, modern történetírás egyik előfutáraként tartják számon.

## Élete
Dániában született német–dán vegyes házasságból, szülei második gyermekeként. Apja, fríz parasztok leszármazottja, a Koppenhágában élő német térképész és felfedező, Carsten Niebuhr volt. A fiú kétéves korában, 1778-ban a család Poroszországba költözött, s a nyugat-holsteini Meldorf városkában telepedett le, ahol a családfő tisztviselői állást kapott. A két gyerek mellé magántanítókat fogadtak, de apjuk is tanította őket történelemre, földrajzra és nyelvekre. Az ifjú Barthold rövid ideig kereskedelmi tanulmányokat végzett Hamburgban, majd 1794-ben beiratkozott a kieli egyetemre, ahol jogot, filozófiát és történelmet tanult.
Tanulmányait azonban nem fejezte be, mert apja kiterjedt ismeretségének köszönhetően 1796 januárjában Ernst Heinrich von Schimmelmann, Dánia pénzügyminisztere magántitkári állást ajánlott fel neki. Niebuhr elfogadta a felkérést, s Koppenhágában telepedett le. 1797 áprilisától a Királyi Könyvtár (Det Kongelige Bibliotek) számfeletti titkára lett, majd 1798 nyarától Angliában és Skóciában utazgatott. 1800 áprilisában tért vissza Koppenhágába, pár héten belül elemzői állást kapott a dán kereskedelmi kamarában, s még a nyár előtt feleségül vette szerelmét, Amalie Behrenst.
1804–1806 között a dán központi bank igazgatói tisztét töltötte be. 1805-ben felkérést kapott a porosz királyi bank vezetésére, amit el is fogadott, s 1806. október 13-án visszatért hazájába. Másnap morzsolták fel Napóleon erői a porosz hadsereget az auerstädti csatában, s Niebuhr a menekült kormánnyal együtt tartott Memelbe (ma Klaipėda, Litvánia), Königsbergbe (ma Kalinyingrád, Oroszország), végül a helyzet stabilizálódásával Berlinben telepedett le. Miután új posztjának köszönhetően belpolitikai és gazdasági téren is döntéshozói helyzetbe került, 1808-tól két éven keresztül vezette a titkos államtanácsban (Geheimer Staatsrat) az államadósság kezeléséért felelős bizottságot. 1810-ben hátat fordított a közéletnek, a király udvari történetírója lett, s az újonnan alapított Berlini Egyetemen kezdett római történelmet tanítani. A háborús helyzet azonban nem tette lehetővé a folyamatos oktatótevékenységet, így Niebuhr 1813-tól újból állami alkalmazásba szegődött, s kisebb diplomáciai szolgálatokat teljesített (többek között a Holland Királyságban). 1815 nyarán megözvegyült, de hamarosan feleségül vette egy régi családi barát fiatal leányát, Margaret Henslert.
1816–1823 között Poroszország vatikáni nagyköveteként tevékenykedett, s 1821-ben ő eszközölte ki VII. Piusz pápától a poroszországi katolikus egyház helyzetét rendező és a porosz egyházmegyék újjászervezését lehetővé tevő, De salute animarum kezdetű bullát. 1823-ban – bár megkapta a tiszteletbeli államtanácsosi címet – az állami szolgálattól visszavonult, s haláláig a bonni egyetemen oktatott ókori és újkori történelmet, és összefoglaló római történelmi munkája megírásán dolgozott.

## Életműve
Niebuhr történészként elsősorban a római nép históriájával foglalkozott. 1812–1845 között megjelent, ötkötetes főművében (Römische Geschichte) az első pun háborúig dolgozta fel a Római Birodalom történetét. Munkája korszakos jelentőségűnek bizonyult, hiszen az európai történetírásban Niebuhr elsőként szakított radikálisan azzal a nézettel, hogy az ókori autorok munkái minden vonatkozásban hiteles forrásokként kezelendőek. Az ókori Róma mindennapjainak és köztörténetének szintézisét úgy rajzolta meg, hogy a fennmaradt korabeli munkákat alapos filológiai szövegkritika alá vetette.
A berlini egyetemen egy kérészéletű, de historiográfiai szempontból jelentős filológiai munkaközösséget szervezett többek között Georg Ludwig Spalding, Jean Pierre Frédéric Ancillon, Friedrich Schleiermacher, Ludwig Friedrich Heindorf és Johann Wilhelm Süvern részvételével. Rómában töltött évei alatt végiglátogatta a jelentősebb itáliai levéltárakat és könyvtárakat, s több az ókori Róma történelmére, kultúrájára vonatkozó forrást kutatott fel és publikált (például Gaius-, Cicero- és Titus Livius-töredékeket).
Történelmi munkái mellett államtudományi, közgazdasági és nyelvészeti tanulmányokat is írt, de ezek mára jelentőségüket veszítették.

## Magyarul
- Görög hősök története; ford. Gaal Mózes; Franklin, Bp., 1899 (Mesekönyvecske)